# Haselstein (Berglen)
Der Haselstein ist eine 447,9 m ü. NHN hohe Erhebung in Winnenden im mittleren Baden-Württemberg und steht knapp einen Kilometer nordwestlich der Ortsmitte von Winnenden-Breuningsweiler in Westspornlage rechts über dem Tal des Zipfelbachs.

## Natur und Landschaft

### Lage
Der Haselstein seinerseits steht niedriger auf einem Nordnordwestausläufer der Hochebene Buocher Höhe, die mit 519,6 m ü. NHN ihre größte Höhe beim Wasserturm des namengebenden und zentralen Ortes Buoch erreicht. Dazwischen ragt die Kappe des Großen Rossbergs 512 m ü. NHN auf. Der Haselstein ist auf seiner Kappe und am Nordostabhang bewaldet, während die unteren Hänge von Südwesten bis Westen und im Norden von Weingärten bedeckt sind. Dort im Norden überziehen sie auf einem viel tieferen Ausläufer die noch flachere Kuppe des Kleinen Rossbergs (389 m ü. NN). Oben auf der Südseite des Haselsteins liegt ein stillgelegter Steinbruch mit 50 Meter langer und bis zu 12 Meter hoher Abbauwand im unteren Stubensandstein (Löwenstein-Formation). Er diente bis 2003 als Klettergarten, wurden dann aber wegen Steinschlags gesperrt ist.

### Geologie
Die felsige Kuppe des Haselsteins wird vom Stubensandstein (Löwenstein-Formation des Mittleren Keupers) gebildet. Die Komponenten des Stubensandsteins sind hier fest verbunden, deshalb wurden hier einst Werksteine gebrochen. Den ehemaligen Steinbruch zu betreten ist wegen Steinschlags gefährlich, weshalb der „Geologische Pfad“ heute außen um ihn herumführt. Der Betonweg markiert ungefähr die Grenze zwischen den Oberen Bunten Mergeln (Mainhardt-Formation des Mittleren Keupers) mit Weingärten und dem Stubensandstein darüber. Während die Böden der Bunten Mergel vergleichsweise nährstoffreich sind, sind die Verwitterungsböden des Stubensandsteins arm, weshalb man hier den Wald hat stocken lassen. Da der Mensch immer mehr bewirtschaften wollte, drängte er den Wald zurück, aber ohne Erfolg. Zurück blieb ein steppenartiger Geländestreifen zwischen Bunten Mergeln und Stubensandstein, der nicht genutzt werden konnte und sich dadurch natürlich entwickelte (heute Naturdenkmal).

### Naturschutzgebiete
Am Südrand zwischen Wald und Weingärten liegt das Naturdenkmal Haselstein mit Steppenheide und Steppenheidegebüsch. Die nach Süden offene Lage lässt bevorzugt eine wärmeliebende (xerotherme) Pflanzengesellschaft entstehen, von Robert Gradmann als Steppenheide definiert. Vom Betonweg aus lassen sich die Blumen vom Frühjahr bis in den Herbst bewundern, ohne das Gebiet betreten zu müssen.